# Scotch Cup 1967
Der Scotch Cup 1967 war die 9. Austragung des Curling-Turniers und wurde vom 20. bis 23. März des Jahres in der schottischen Stadt Perth im Perth Ice Rink veranstaltet. Der Pokalwettbewerb trägt heute den Status der Curling-Weltmeisterschaft der Herren. Es war der letzte Scotch Cup, da im darauffolgenden Jahr daraus die Curling-Weltmeisterschaft der Herren wurde.
Der Scotch Cup wurde in einem Rundenturnier (Round Robin) zwischen den Mannschaften aus Schottland, Kanada, den Vereinigten Staaten, Schweden, Norwegen, Frankreich und der Schweiz ausgespielt. Vervollständigt wurde das Teilnehmerfeld durch die Bundesrepublik Deutschland. Die Spiele wurden auf zwölf Ends angesetzt.
Schottland konnte sich als letzte Mannschaft in die Siegerliste des Scotch Cup eintragen. Für Schottland war es der erste Erfolg in diesem Wettbewerb.

## Teilnehmende Nationen
| BR Deutschland                                                                                           | Frankreich | Kanada                                                                                                  | Norwegen                                                                                                 |
| --- | --- | --- | --- |
| Münchener EV, München Skip: David Lampl Third: Günther Hummelt Second: Ottmar Paebst Lead: Rolf Klug     | Mont d’Arbois CC, Megève Skip: Jean Albert Sulpice Third: Maurice Sulpice Second: Phillipe Chambat Lead: Pierre Boan | Parkway CC, Toronto, ON Skip: Alf Phillips, Jr. Third: John Ross Second: Ron Manning Lead: Keith Reilly | Geilo CC, Geilo Skip: Erling Brusletto Third: Erland Naess Second: Kare Oyo Lead: Einar Rebne            |
| Schottland                                                                                               | Schweden | Schweiz                                                                                                 | Vereinigte Staaten                                                                                       |
| Kilgraston & Moncrieffe CC, Perth Skip: Chuck Hay Third: John Bryden Second: Alan Glen Lead: David Howie | Fjällgårdens CK, Stockholm Skip: Bob Woods Third: Totte Åkerlund Second: Bengt af Kleen Lead: Ove Söderström         | Thun CC, Thun Skip: Franz Marti Third: Ueli Stauffer Second: Peter Staudenmann Lead: Kurt Maier         | Seattle CC, Seattle, WA Skip: Bruce Roberts Third: Tom Fitzpatrick Second: John Wright Lead: Doug Walker |

## Tabelle der Round Robin
| Schlüssel | Schlüssel                      |
| --------- | ------------------------------ |
|           | Qualifiziert für die Play-offs |

| Platz | Team               | Spiele | Siege | Ndlg. |
| ----- | ------------------ | ------ | ----- | ----- |
| 1.    | Vereinigte Staaten | 7      | 7     | 0     |
| 2.    | Kanada             | 7      | 6     | 1     |
| 3.    | Schottland         | 7      | 5     | 2     |
| 4.    | Schweden           | 7      | 4     | 3     |
| 5.    | Norwegen           | 7      | 2     | 5     |
| 6.    | Frankreich         | 7      | 2     | 5     |
| 7.    | BR Deutschland     | 7      | 1     | 6     |
| 8.    | Schweiz            | 7      | 1     | 6     |

## Ergebnisse der Round Robin

### Runde 1
| Team     |  | 1 | 2 | 3 | 4 | 5 | 6 | 7 | 8 | 9 | 10 | 11 | 12 | Gesamt |
| -------- |  | - | - | - | - | - | - | - | - | - | -- | -- | -- | ------ |
| Kanada   |  | 0 | 0 | 0 | 1 | 2 | 0 | 1 | 2 | 0 | 0  | 0  | 1  | 7      |
| Schweden |  | 0 | 1 | 0 | 0 | 0 | 1 | 0 | 0 | 1 | 1  | 1  | 0  | 5      |

| Begegnung                       | Resultat |
| ------------------------------- | -------- |
| Vereinigte Staaten – Frankreich | 17:5     |

| Begegnung                   | Resultat |
| --------------------------- | -------- |
| Schottland – BR Deutschland | 34:0     |

| Begegnung          | Resultat |
| ------------------ | -------- |
| Schweiz – Norwegen | 9:10     |

### Runde 2
| Team    |  | 1 | 2 | 3 | 4 | 5 | 6 | 7 | 8 | 9 | 10 | 11 | 12 | Gesamt |
| ------- |  | - | - | - | - | - | - | - | - | - | -- | -- | -- | ------ |
| Kanada  |  | 0 | 0 | 2 | 1 | 0 | 4 | 1 | 2 | 1 | 0  | 2  | 0  | 13     |
| Schweiz |  | 1 | 0 | 0 | 0 | 0 | 0 | 0 | 0 | 0 | 1  | 0  | 1  | 3      |

| Begegnung                       | Resultat |
| ------------------------------- | -------- |
| Vereinigte Staaten – Schottland | 8:7      |

| Begegnung             | Resultat |
| --------------------- | -------- |
| Schweden – Frankreich | 16:5     |

| Begegnung                 | Resultat |
| ------------------------- | -------- |
| BR Deutschland – Norwegen | 9:8      |

### Runde 3
| Team     |  | 1 | 2 | 3 | 4 | 5 | 6 | 7 | 8 | 9 | 10 | 11 | 12 | Gesamt |
| -------- |  | - | - | - | - | - | - | - | - | - | -- | -- | -- | ------ |
| Kanada   |  | 0 | 1 | 2 | 0 | 2 | 2 | 0 | 2 | 3 | 0  | 5  | 0  | 17     |
| Norwegen |  | 2 | 0 | 0 | 1 | 0 | 0 | 1 | 0 | 0 | 2  | 0  | 2  | 8      |

| Begegnung                           | Resultat |
| ----------------------------------- | -------- |
| Vereinigte Staaten – BR Deutschland | 11:4     |

| Begegnung               | Resultat |
| ----------------------- | -------- |
| Schottland – Frankreich | 21:7     |

| Begegnung          | Resultat |
| ------------------ | -------- |
| Schweden – Schweiz | 21:1     |

### Runde 4
| Begegnung               | Resultat |
| ----------------------- | -------- |
| Kanada – BR Deutschland | 17:3     |

| Begegnung            | Resultat |
| -------------------- | -------- |
| Frankreich – Schweiz | 11:7     |

| Begegnung             | Resultat |
| --------------------- | -------- |
| Schottland – Schweden | 13:7     |

| Begegnung                     | Resultat |
| ----------------------------- | -------- |
| Vereinigte Staaten – Norwegen | 13:7     |

### Runde 5
| Begegnung                   | Resultat |
| --------------------------- | -------- |
| Vereinigte Staaten – Kanada | 12:5     |

| Begegnung                 | Resultat |
| ------------------------- | -------- |
| Schweden – BR Deutschland | 12:7     |

| Begegnung            | Resultat |
| -------------------- | -------- |
| Schottland – Schweiz | 19:6     |

| Begegnung             | Resultat |
| --------------------- | -------- |
| Norwegen – Frankreich | 13:8     |

### Runde 6
| Begegnung                     | Resultat |
| ----------------------------- | -------- |
| Vereinigte Staaten – Schweden | 12:4     |

| Begegnung           | Resultat |
| ------------------- | -------- |
| Kanada – Frankreich | 17:4     |

| Begegnung             | Resultat |
| --------------------- | -------- |
| Schottland – Norwegen | 13:3     |

| Begegnung                | Resultat |
| ------------------------ | -------- |
| Schweiz – BR Deutschland | 15:6     |

### Runde 7
| Begegnung           | Resultat |
| ------------------- | -------- |
| Kanada – Schottland | 7:6      |

| Begegnung                    | Resultat |
| ---------------------------- | -------- |
| Vereinigte Staaten – Schweiz | 14:6     |

| Begegnung           | Resultat |
| ------------------- | -------- |
| Schweden – Norwegen | 9:5      |

| Begegnung                   | Resultat |
| --------------------------- | -------- |
| Frankreich – BR Deutschland | 11:10    |

## Play-off

### Turnierbaum
|  | Halbfinale | Halbfinale         | Halbfinale |  |  | Finale | Finale     | Finale |
|  |            |                    |            |  |  |        |            |        |
|  |            |                    |            |  |  |        |            |        |
|  | 1          | Vereinigte Staaten | 6          |  |  |        |            |        |
|  | 4          | Schweden           | 7          |  |  |        |            |        |
|  |            |                    |            |  |  | 4      | Schweden   | 5      |
|  |            |                    |            |  |  | 3      | Schottland | 8      |
|  | 2          | Kanada             | 5          |  |  |        |            |        |
|  | 3          | Schottland         | 8          |  |  |        |            |        |
|  |            |                    |            |  |  |        |            |        |

### Halbfinale
| Begegnung                     | Resultat |
| ----------------------------- | -------- |
| Vereinigte Staaten – Schweden | 6:7      |

| Begegnung           | Resultat |
| ------------------- | -------- |
| Kanada – Schottland | 5:8      |

### Finale
| Begegnung             | Resultat |
| --------------------- | -------- |
| Schweden – Schottland | 5:8      |

## Endstand
| Platz | Land               |
| ----- | ------------------ |
| 1     | Schottland         |
| 2     | Schweden           |
| 3     | Vereinigte Staaten |
| 4     | Kanada             |
| 5     | Norwegen           |
| 6     | Frankreich         |
| 7     | BR Deutschland     |
| 8     | Schweiz            |